# Сан Грегорио д'Ипона
Сан Грегорио д'Ипона (итал. San Gregorio d'Ippona) је насеље у Италији у округу Вибо Валенција, региону Калабрија.
Према процени из 2011. у насељу је живело 2271 становника. Насеље се налази на надморској висини од 400 м.

## Становништво
Према резултатима пописа становништва 2011. у општини је живело 1.931 становника.
| 1931. | 1936. | 1951. | 1961. | 1971. | 1981. | 1991. | 2001. | 2011. |
| ----- | ----- | ----- | ----- | ----- | ----- | ----- | ----- | ----- |
| 2.156 | 2.211 | 2.586 | 2.404 | 2.379 | 2.437 | 2.438 | 2.338 | 1.931 |